# Кубок Америки з футболу 1983
Кубок Америки з футболу 1983 року — тридцять другий розіграш головного футбольного турніру серед національних збірних Південної Америки.
Турнір відбувався з 10 серпня по 4 листопада 1983 року. Переможцем вдванадцяте стала збірна Уругваю, яка отримала право зіграти на новоствореному Кубку Артеміо Франкі проти переможця Євро-1984.

## Формат
9 команд (всі, за винятком чинного чемпіона Південної Америки), розбиті на 3 групи по 3 команди, в двоколовому (вдома і в гостях) турнірі визначали трьох півфіналістів (четвертим півфіналістом ставав чинний чемпіон Південної Америки). Півфінали і фінал також складалися з двох матчів. Знову у турніру не було країни-господарки.

## Груповий етап

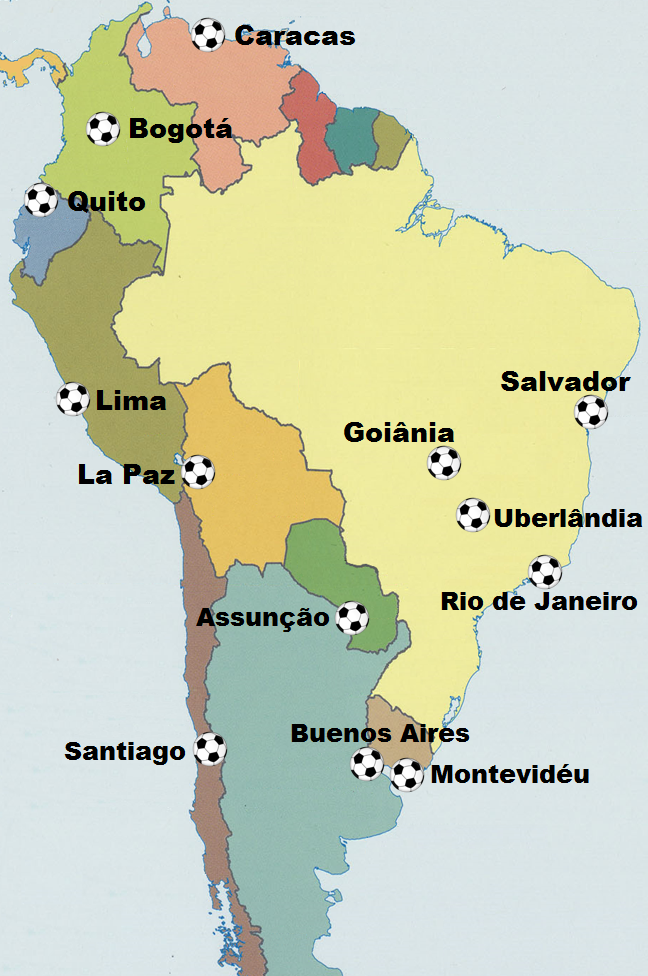
Мапа усіх міст, що приймали матчі турніру

### Група A
| Збірна    | І | В | Н | П | ГЗ | ГП | Р  | О |
| --------- | - | - | - | - | -- | -- | -- | - |
| Уругвай   | 4 | 3 | 0 | 1 | 7  | 4  | +3 | 6 |
| Чилі      | 4 | 2 | 1 | 1 | 8  | 2  | +6 | 5 |
| Венесуела | 4 | 0 | 1 | 3 | 1  | 10 | −9 | 1 |

| 1 вересня  | Уругвай   | 2 | 1 | Чилі      |
| 4 вересня  | Уругвай   | 3 | 0 | Венесуела |
| 8 вересня  | Чилі      | 5 | 0 | Венесуела |
| 11 вересня | Чилі      | 2 | 0 | Уругвай   |
| 18 вересня | Венесуела | 1 | 2 | Уругвай   |
| 21 вересня | Венесуела | 0 | 0 | Чилі      |

### Група В
| Збірна    | І | В | Н | П | ГЗ | ГП | Р  | О |
| --------- | - | - | - | - | -- | -- | -- | - |
| Бразилія  | 4 | 2 | 1 | 1 | 6  | 1  | +5 | 5 |
| Аргентина | 4 | 1 | 3 | 0 | 5  | 4  | +1 | 5 |
| Еквадор   | 4 | 0 | 2 | 2 | 4  | 10 | −6 | 2 |

| 10 серпня  | Еквадор   | 2 | 2 | Аргентина |
| 17 серпня  | Еквадор   | 0 | 1 | Бразилія  |
| 24 серпня  | Аргентина | 1 | 0 | Бразилія  |
| 1 вересня  | Бразилія  | 5 | 0 | Еквадор   |
| 7 вересня  | Аргентина | 2 | 2 | Еквадор   |
| 14 вересня | Бразилія  | 0 | 0 | Аргентина |

### Група С
| Збірна   | І | В | Н | П | ГЗ | ГП | Р  | О |
| -------- | - | - | - | - | -- | -- | -- | - |
| Перу     | 4 | 2 | 2 | 0 | 6  | 4  | +2 | 6 |
| Колумбія | 4 | 1 | 2 | 1 | 5  | 5  | 0  | 4 |
| Болівія  | 4 | 0 | 2 | 2 | 4  | 6  | −2 | 2 |

| 14 серпня | Болівія  | 0 | 1 | Колумбія |
| 17 серпня | Перу     | 1 | 0 | Колумбія |
| 21 серпня | Болівія  | 1 | 1 | Перу     |
| 28 серпня | Колумбія | 2 | 2 | Перу     |
| 31 серпня | Колумбія | 2 | 2 | Болівія  |
| 4 вересня | Перу     | 2 | 1 | Болівія  |

## Півфінали
| 13 жовтня 1983 |

| Перу | 0–1 | Уругвай     |
| ---- | --- | ----------- |
|      |     | Агілера 65' |

| Національний стадіон, Ліма Глядачів: 28,000 Арбітр: Серхіо Васкес (Чилі) |

| 20 жовтня 1983 |

| Уругвай     | 1–1 | Перу         |
| ----------- | --- | ------------ |
| Кабрера 49' |     | Маласкес 24' |

| Естадіо Сентенаріо, Монтевідео Глядачів: 58,000 Арбітр: Артуро Ітурральде (Аргентина) |

| 13 жовтня 1983 |

| Парагвай   | 1–1 | Бразилія |
| ---------- | --- | -------- |
| Морель 70' |     | Едер 88' |

| Дефенсорес дель Чако, Асунсьйон Глядачів: 55,000 Арбітр: Гастон Кастро (Чилі) |

| 20 жовтня 1983 |

| Бразилія | 0–0 | Парагвай |
| -------- | --- | -------- |
|          |     |          |

| Парке ду Сабія, Уберландія Глядачів: 75,000 Арбітр: Хуан Карлос Лоустау (Аргентина) |

## Фінали
| 27 жовтня 1983 |

| Уругвай                   | 2–0 | Бразилія |
| ------------------------- | --- | -------- |
| Франческолі 41' Діого 80' |     |          |

| Естадіо Сентенаріо, Монтевідео Глядачів: 65,000 Арбітр: Ектор Ортіс (Парагвай) |

| 4 листопада 1983 |

| Бразилія      | 1–1 | Уругвай     |
| ------------- | --- | ----------- |
| Жоржиньйо 23' |     | Агілера 77' |

| Фонте-Нова, Салвадор Глядачів: 95,000 Арбітр: Едісон Перес (Перу) |

## Чемпіон
| Кубок Америки 1983 |
| ------------------ |
| Уругвай 12-й титул |

## Найкращі бомбардири
3 голи
- Карлос Агілера
- Хорхе Бурручага
- Роберто Динаміт

2 голи
- Едер
- Хорхе Аравена, Родольфо Дубо
- Алекс Вальдеррама
- Едуардо Маласкес, Хуан Кабальєро, Франко Наварро
- Фернандо Морена, Вільмар Кабрера